# هم‌زمانی کشورهای بالتیک با منطقه هم‌زمانی قاره‌ای اروپا
هم‌زمانی کشورهای بالتیک با CESA (منطقه هم‌زمانی قاره‌ای اروپا) (که به نام Baltic Synchro نیز شناخته می‌شود) یک پروژه بین‌المللی برای اتصال شبکه‌های برق سه کشور بالتیک—لیتوانی، لتونی و استونی—به منطقه همزمان قاره اروپا (CESA) بود که توسط ENTSO-E مدیریت می‌شود. این پروژه به کشورهای بالتیک اجازه داد تا از سیستم IPS/UPS جدا شوند، سیستمی که قبلاً تحت توافقنامه BRELL سال ۲۰۰۱ با بلاروس و روسیه بخشی از آن بودند. پروژه هم‌زمانی با موفقیت در ۹ فوریه ۲۰۲۵ به پایان رسید.

## ارتباطات
در ۹ دسامبر ۲۰۱۵، لهستان و لیتوانی اتصال LitPol Link را راه‌اندازی کردند که اولین ارتباط مستقیم بین کشورهای بالتیک و شبکه برق اروپا بود. در سال ۲۰۱۸، اتصال پیشنهادی دیگری با لهستان از طریق دریای بالتیک اعلام شد که Harmony Link نام داشت. کل سرمایه‌گذاری برنامه‌ریزی‌شده برای پروژه Harmony Link حدود ۶۸۰ میلیون یورو است که ۴۹۳ میلیون یورو آن از تسهیلات اتصال اروپا (Connecting Europe Facility) تأمین می‌شود. کشورهای بالتیک همچنین از طریق NordBalt و Estlink به شبکه برق نوردیک متصل هستند، اگرچه Estlink در زمان تغییر شبکه تنها با یک‌سوم ظرفیت خود کار می‌کرد.